# Теорія прототипів
Теорія прототипів — це концепція категоризації в когнітивній лінгвістиці, яка визначає прототип домінуючою складовою категорій. Прототип розглядають як абстрактний образ явища, предмета чи особи, який асоціативно випливає у зв'язку з відповідною категорією. 

### Поняття прототипу у категорії
Схематично, категорія складається з ядра, найбільш типового поняття, та менш типових, периферійних елементів. Наприклад, в межах категорії «український поет» прототипом є постать Тараса Шевченка, проміжну позицію займають Максим Рильський, Микола Зеров, на периферії ж представлені Пантелеймон Куліш, Юрій Андрухович та ін. Для українців в межах категорії «фрукт» типовим є в першу чергу виділити «яблуко», а до категорії «овочі» відразу ж віднести «картоплю». Отже, прототипами вважають центральні концепти категорій. Це те, що перше спадає на думку при згадці про якусь з них.
Значення категоризації неможливо недооцінити. Так, американський вчений Дж. Лакофф зазначав, що категоризація є найважливішим інструментом свідомості: невід'ємним для нормального мислення, практичної діяльності і безумовно для мовлення. Первинна думка про те, що лінгвістичні категорії можуть бути розмитими на периферії, проте є чіткими в основі, належить німецьким вченим Г.Гіпперу та К.-О.Ердманну. 

### Дослідження Е. Рош
Однак основоположницею окремої теорії прототипів була у 1970-х американська вчена Елеонора Рош. Так, Елеонора Рош, продовжуючи дослідження колег, виокремила в структурі категорій три рівні : базовий, суперординатний (superordinate, абстрактніший верхній рівень) та субординатний (subordinate, конкретніший нижній рівень). До прикладу, розгляньмо категорію ‘рослини’: на суперординатному рівні можна виділити загальне поняття «квіти», на базовому рівні прототипом може слугувати «троянда», а вже дуже специфічне поняття «троянда дамаська» займе своє місце на субординатному рівні (квіти - троянда - назва якогось виду троянд = загальне поняття, конкретніше поняття, найбільш точне поняття). Для теорії прототипів саме базовий рівень є винятково важливим. Базовий рівень:
- найвищий рівень, на якому члени категорії мають сприйняття почуттями, подібний загальний зовнішній вигляд;
- найвищий рівень, на якому одиничний ментальний образ може відображати цілу категорію;
- рівень, на якому члени категорії ідентифікуються найшвидше;
- перший рівень, який засвоюють і називають діти;
- рівень, на якому слова входять у мову.. Так, до категорії «солодощі» діти не задумуючись віднесуть печиво або ж цукерки, однак, навряд, згадають еклери чи тирамісу,- це підтверджує думку, що засвоєння і використання мовних виразів, що номінують прототипне поняття, відбувається значно простіше, аніж у випадку з непрототипним.
У кінці 1970-х роках Е.Рош вважає, що протипи:
- граматична фікція, те, що насправді позначається в тому випадку, це судження про ступінь прототиповості;
- не являють якоїсь окремої обробки даних для категорій;
- не є теорією репрезентації для категорій. Вони можуть бути представлені як пропозиціональні чи образні системи;
- хоча прототипи повинні вивчатись, вони не є якоюсь окремою теорією вивчення категорій.
Е.Рош і співпрацівники перенесли вивчення ефектів базового рівня із когнітивної антропології в експериментальну парадигму когнітивної прихології. Вони визначили, що найбільш базовий з психологічної точки зору, рівень знаходиться в середині таксономічної ієрархії.
Категорія базового рівня є базовою в наступних 4-х відношеннях:
-сприйняття
-функціонування
-комунікація
-організація знань.

### Дослідження Б. Берліна і П. Кея
Підґрунтям для даної теорії прототипів були експерименти в галузі кольористики Б.Берліна і П.Кея. Вчені досліджували на міжмовному рівні категорію кольору: як в різних народах лінгвістично відтворюється ставлення до кольорів, яка їх специфічна ієрархія. Виявилось, що існує універсальна, спільна для всіх градація кольорів:
- чорний/білий
  - червоний
    - жовтий/зелений/голубий
      - коричневий
        - фіолетовий/рожевий/помаранчевий/сірий

Досліди Б.Берліна і П.Кея дали їм змогу виділити критерії, за якими кольори розміщувались у стандартному порядку:
- слово мало мати єдине лексичне знання (непохідне; слово не могло означати і колір, і предмет);
- слово мало бути психологічно значущим для мовця;
- слово повинно складатись з однієї морфеми;
- колір позначений таким найменуванням не повинен міститися всередині іншого кольору;
- слово повинне бути загальновідоме та звичайне;
- бралися до уваги його словотвірний потенціал та можливості сполучення з іншими словами.

Якщо у мові є тільки два базові найменування, то це чорний і білий - холодний (чорний, синій, зелений,сірий) і теплий (білий, жовтий, оранжевий, червоний).
Б.Берлін і П.Кей дійшли висновку, що процес виникнення і розвитку кольоропозначень в різних мовах є свого роду мовною універсалією:
- вони прийшли до висновку, що 95% квітів походять від назв предметів і лише 5% слів не мають чіткої етимології;
- відокремлюють універсальні прототипи для визначення 11-ти основних кольороназв.
Отож, можна було говорити про тенденцію до підсвідомого виокремлення базової кольорової палітри з 11 кольорів, що, у свою чергу, підштовхнуло припустити, що базовий рівень присутній і в інших категоріях. 

### Дослідження Л.Вітґенштайна
Розглядаючи теорію прототипів, не можна не відзначити доробок ще одного вченого, а саме Л.Вітґеншта́йна. Він запропонував теорію «родинних схожостей», яка заперечує думку про те, що в межах категорії можуть існувати ідентичні за набором атрибутів елементи. Цю теорію він підтверджує на прикладі категорії «гра». Він запитує, що спільного між грою в теніс та грою в карти? Порівнюючи ці різнопланові ігри, Л.Вітґеншта́йн, попри численні відмінності, акцентує увагу на складній мережі схожостей, які пересікаються, даючи право віднести всі ці види розваг до одної категорії. Така подібність розпізнається радше завдяки чуттєвому сприйняттю, аніж визначається логічно. Співзвучними є думки Е.Рош, коли вона розглядає категорію «горня»: не всі горнятка мають ручки (піали) і не всі використовуються для пиття (кубки на спортивних змаганнях). Відповідно, випливає, що визначаючі властивості не обов'язково поділяються усіма підвидами. Л.Вітґеншта́йн робить також примітку щодо меж категорії «гра». Він зазначає, що її фіксованість є оманливою, адже елемент може бути віднесений до категорії вже на основі схожості на якомусь одному рівні (на рівні розважальної цінності, спорядження чи необхідних вмінь). Більше того, Л.Вітґеншта́йн, як і Е.Рош, говорить про нерівноправність членів категорій. Він стверджував, що центральні одиниці категорій визначаються не довільно, а за умови наявності конкретних ознак прототиповості. Такими ознаками можуть бути факт того, що елемент категорії швидше розпізнається, швидше засвоюється, частіше вживається або ж те, що він прискорює рішення завдань, пов'язаних з ототожненням.
Отже, прототип — це така одиниця категорії, яка поділяє максимум загальних властивостей з іншими членами цієї категорії та мінімум властивостей з одиницями інших категорій; це абстрактний образ, який влучно втілює ідею категорії, сфокусувавши в собі найтиповіші властивості складових елементів.
Центральні і нецентральні члени
Згідно з класичною теорією, категорії єдині у такому випадку: вони визначаються певними ознаками, які розділяються членами категорії. Тому, не має бути членів, більш центральних, ніж інші члени - цілі числа - центральні категорії числа, тобто вони мають статус, якого не має у трансфінітних числах (нескінченні числа).
"Світ - це факти у логічному просторі".